# 20 kilomètres marche féminin aux championnats du monde d'athlétisme 2019
Pour un article plus général, voir Championnats du monde d'athlétisme 2019.
Navigation
Londres 2017 Eugene 2021
L'épreuve du 20 kilomètres marche féminin des championnats du monde de 2019 se déroule pendant la nuit du 28 au 29 septembre 2019 à Doha, au Qatar.

## Records
Les records du 20 km marche féminin (mondial, des championnats et par continent) étaient, avant les championnats 2019, les suivants.
| Record                    | Athlète                  | Temps           | Lieu       | Date         |
| ------------------------- | ------------------------ | --------------- | ---------- | ------------ |
| Record du monde           | Liu Hong                 | 1 h 24 min 38 s | La Corogne | 6 juin 2015  |
| Record des championnats   | Olimpiada Ivanova        | 1 h 25 min 41   | Helsinki   | 7 août 2005  |
| Record d'Afrique          | Grace Wanjiru            | 1 h 30 min 40 s | Nairobi    | 6 juin 2018  |
| Record d'Asie             | Liu Hong                 | 1 h 24 min 38 s | La Corogne | 6 juin 2015  |
| Record d'Europe           | Elena Lashmanova         | 1 h 25 min 02 s | Londres    | 11 août 2012 |
| Record d'Amérique du Nord | María Guadalupe González | 1 h 26 min 17 s | Rome       | 7 mai 2016   |
| Record d'Amérique du Sud  | Glenda Morejón           | 1 h 25 min 29 s | La Corogne | 8 juin 2019  |
| Record d'Océanie          | Jane Saville             | 1 h 27 min 44 s | Naumburg   | 2 mai 2004   |

## Critères de qualification
Pour se qualifier pour les Mondiaux, il faut avoir réalisé 1 h 33 min 30 s ou moins entre le 7 mars 2018 et le 6 septembre 2019.

## Déroulement
L'épreuve se déroule de nuit. Le départ, initialement prévu à 23 h 30 heure locale, est décalé à 23 h 59, en raison de la chaleur et de l'humidité.

## Médaillées
| Or       | Argent          | Bronze       |
| Liu Hong | Qieyang Shenjie | Yang Liujing |

## Résultats
| Rang               | Athlète                | Nationalité             | Temps            | Notes |
| ------------------ | ---------------------- | ----------------------- | ---------------- | ----- |
| Médaille d'or      | Liu Hong               | Chine                   | 1 h 32 min 53 s  |       |
| Médaille d'argent  | Qieyang Shenjie        | Chine                   | 1 h 33 min 10 s  |       |
| Médaille de bronze | Yang Liujing           | Chine                   | 1 h 33 min 17 s  |       |
| 4                  | Érica de Sena          | Brésil                  | 1 h 33 min 36 s  |       |
| 5                  | Sandra Arenas          | Colombie                | 1 h 34 min 16 s  |       |
| 6                  | Kumiko Okada           | Japon                   | 1 h 34 min 36 s  |       |
| 7                  | Nanako Fujii           | Japon                   | 1 h 34 min 50 s  |       |
| 8                  | María Pérez            | Espagne                 | 1 h 35 min 43 s  |       |
| 9                  | Ana Cabecinha          | Portugal                | 1 h 36 min 31 s  |       |
| 10                 | Jemima Montag          | Australie               | 1 h 36 min 54 s  |       |
| 11                 | Saskia Feige           | Allemagne               | 1 h 37 min 14 s  |       |
| 12                 | Mirna Ortíz            | Guatemala               | 1 h 37 min 32 s  |       |
| 13                 | Antonella Palmisano    | Italie                  | 1 h 37 min 36 s  | SB    |
| 14                 | Darya Paluektava       | Biélorussie             | 1 h 37 min 42 s  |       |
| 15                 | Raquel González        | Espagne                 | 1 h 38 min 02 s  |       |
| 16                 | Yehualye Beletew       | Éthiopie                | 1 h 38 min 11 s  |       |
| 17                 | Valentina Trapletti    | Italie                  | 1 h 38 min 22 s  |       |
| 18                 | Karla Jaramillo        | Équateur                | 1 h 38 min 26 s  |       |
| 19                 | Anežka Drahotová       | Tchéquie                | 1 h 38 min 29 s  |       |
| 20                 | Nadiya Borovska        | Ukraine                 | 1 h 38 min 35 s  | SB    |
| 21                 | Katarzyna Zdziebło     | Pologne                 | 1 h 38 min 44 s  |       |
| 22                 | Antigóni Drisbióti     | Grèce                   | 1 h 38 min 56 s  |       |
| 23                 | Živilė Vaiciukevičiūtė | Lituanie                | 1 h 39 min 26 s  |       |
| 24                 | Meryem Bekmez          | Turquie                 | 1 h 39 min 36 s  |       |
| 25                 | Glenda Morejón         | Équateur                | 1 h 39 min 38 s  |       |
| 26                 | Grace Wanjiru          | Kenya                   | 1 h 39 min 58 s  |       |
| 27                 | Alana Barber           | Nouvelle-Zélande        | 1 h 40 min 59 s  |       |
| 28                 | Ángela Castro          | Bolivie                 | 1 h 41 min 15 s  |       |
| 29                 | Inna Kashyna           | Ukraine                 | 1 h 41 min 44 s  |       |
| 30                 | Ching Siu-nga          | Hong Kong               | 1 h 42 min 555 s |       |
| 31                 | Yana Smerdova          | Athlète neutre autorisé | 1 h 43 min 49 s  |       |
| 32                 | Valeria Ortuño         | Mexique                 | 1 h 43 min 51 s  |       |
| 33                 | Laura García-Caro      | Espagne                 | 1 h 44 min 05 s  |       |
| 34                 | Rachel Seaman          | Canada                  | 1 h 45 min 40 s  |       |
| 35                 | Maria Michta-Coffey    | États-Unis              | 1 h 46 min 02 s  | SB    |
| 36                 | Noelia Vargas          | Costa Rica              | 1 h 46 min 30 s  |       |
| 37                 | Ilsa Guerrero          | Mexique                 | 1 h 46 min 32 s  |       |
| 38                 | Mayra Pérez            | Guatemala               | 1 h 46 min 42 s  |       |
| 39                 | Viktória Madarász      | Hongrie                 | 1 h 47 min 38 s  |       |
|                    | Katie Hayward          | Australie               | DQ               |       |
|                    | Ayşe Tekdal            | Turquie                 | DQ               |       |
|                    | Yang Jiayu             | Chine                   | DQ               |       |
|                    | Leyde Guerra           | Pérou                   | DNF              |       |
|                    | Viviane Lyra           | Brésil                  | DNF              |       |
|                    | Chahinez Nasri         | Tunisie                 | DNF              |       |

## Légende
Records et Performances
- AR : Record continental (area record)
- CR : Record des championnats (championship record)
- MR : Record du meeting (meet record)
- NR : Record national (national record)
- OR : Record olympique (olympic record)
- PR : Record paralympique (paralympic record)
- PB : Record personnel (personal best)
- SB : Meilleure performance personnelle de la saison (season's best)
- WL : Meilleure performance mondiale de l'année (world leader)
- WJR : Record du monde junior (world junior record)
- WR : Record du monde (world record)

Circonstances et Conditions
- DNF : N'a pas terminé (did not finish)
- DNS : N'a pas pris le départ (did not start)
- DQ : Disqualification (disqualification)
- NM : Aucun essai valable enregistré (No Mark)
- Q : Qualifié « directement » au prochain tour (ou à la prochaine compétition), lors d'une compétition majeure, grâce au classement ou à la réalisation des minima (automatic qualifier)
- q : Qualifié au prochain tour (ou à la prochaine compétition), lors d'une compétition majeure, grâce au repêchage ou à la réalisation de l'une des meilleures performances parmi celles des « non qualifiés directement » (grâce au meilleur temps ou à la meilleure distance par exemple) (secondary qualifier)